# Elatinoides
Elatinoides é um género botânico pertencente à família Scrophulariaceae.